# Kanton Loiron
Kanton Loiron (fr. Canton de Loiron) je francouzský kanton v departementu Mayenne v regionu Pays de la Loire. Tvoří ho 15 obcí.

## Obce kantonu
- Beaulieu-sur-Oudon
- Le Bourgneuf-la-Forêt
- Bourgon
- La Brûlatte
- Le Genest-Saint-Isle
- La Gravelle
- Launay-Villiers
- Loiron
- Montjean
- Olivet
- Port-Brillet
- Ruillé-le-Gravelais
- Saint-Cyr-le-Gravelais
- Saint-Ouën-des-Toits
- Saint-Pierre-la-Cour